# Vulgichneumon bimaculatus
Vulgichneumon bimaculatus là một loài tò vò trong họ Ichneumonidae.